# Leucomonia
Leucomonia é um gênero de mariposa pertencente à família Bombycidae.